# Gary Payton (astronaute)
Pour les articles homonymes, voir Gary Payton et Payton.
Gary Eugene Payton est un astronaute américain né le 20 juin 1948.

## Vol réalisé
Il réalise un unique vol comme spécialiste de charge utile, le 24 janvier 1985, à bord du vol Discovery STS-51-C.